# حدودي السما (ألبوم)
حدودي السما هو رابع ألبومات المطربة اللبنانية كارول سماحة٬ صدر في عام 2009 وقد ٱحتوى الألبوم على 13 أغنية.
حقق هذا الألبوم نجاحا كبيرا في الوطن العربي٬ وخصوصا أغنية خليك بحالك وكما لقيت أغاني الألبوم نجاحا كبيرا بالعالم العربي مثل أغنية (جيت) اللتي صورت قبل سنه من إصدار الالبوم وكما صورت في فيلم بحر النجوم عام 2008.
كما فازت كارول بجائزة الميروكس لعام 2010 لأفضل ألبوم.
في عام 2011 فازت كارول عن كليب أغنية خليك بحالك بافضل فيديو موسيقي.

## الأغاني
- حدودي السما
- راجعالك
- ما بخاف
- اقول انساك
- خليك بحالك
- جيت
- أول ما اقبلتك
- ذبحني
- على صوتك
- ناديت
- مين قلك
- علي
- ياما الليالي

صورت من الألبوم ثمانية أغاني هي:
- ياما ليالي
- جيت
- علي
- راجعالك
- ذبحني
- ما بخاف
- اقول انساك
- خليك بحالك